# Chan-kchou
Chan-kchou (čínsky pchin-jinem Hànkǒu, znaky zjednodušené 汉口, tradiční 漢口, historicky přepisováno také Hankow či Hangkow) bylo jedno ze tří měst (zbylá byla Chan-jang a Wu-čchang), jejichž sloučením v roce 1949 vzniklo moderní město Wu-chan v provincii Chu-pej v Číně. Nacházelo se severně od řek Chan-ťiang a Jang-c’-ťiang.

## Historie
Od Chan-ťiangu bylo odvozeno jméno Chan-kchou, které znamená „ústí Chanu“. Kromě toho se historicky nazývalo i Sia-kchou (Xiakou / 夏口), Mien-kchou (Miankou / 沔口) a Lu-kchou (Lukou / 魯口).
Na rozdíl od Chan-jangu a Wu-čchangu se Chan-kchou nezachovalo jako správní celek a jeho bývalá oblast je dnes součástí převážně městských obvodů Ťiang-an, Ťiang-chan a Čchiao-kchou.

## Osobnosti spjaté s městem
- Svatý Jonáš z Chan-kchou